# ナツハゼ
ナツハゼ（夏櫨、学名: Vaccinium oldhamii）は山地・丘陵地に生えるツツジ科スノキ属の落葉低木。日本、朝鮮半島、中国原産。和名は、夏にハゼノキのような紅葉が見られることから名づけられた。中国名は腺齒越橘。

## 分布と生育環境
中国の黒竜江省、吉林省、陝西省、内蒙古自治区、新疆ウイグル自治区、朝鮮半島南部、日本に分布する。
日本では、北海道、本州、四国、九州に分布し、低地や山地の尾根、林縁などに生育する。特に花崗岩の土地を好む。

## 特徴
落葉広葉樹の低木。高さは1 - 3 メートル (m) になる。幹は株立ちになることもあり、枝は横に広がる。樹皮は灰褐色で縦に裂け、若木は平滑だが、次第に薄い縦長の裂片となってはがれ落ちる。若い茎は赤褐色で稜があり、曲がった短い軟毛と開出した腺毛が生える。一年枝はややジグザグ状になり、灰褐色で毛がある。
葉は長さ1 - 2ミリメートル (mm) の葉柄をもって互生する。葉身は卵状楕円形で、長さ4 - 10 センチメートル (cm) 、幅2 - 5 cmになり、先端は鋭くとがり、縁は全縁。葉の両面に粗い毛がまばらに生えてざらつき、葉縁には多数の腺毛が生える。葉柄は短い。夏に葉が赤みを帯びるが、秋の紅葉は鮮やかな赤色になる。トラフシジミの幼虫が食草としている。
花期は5月から6月。新枝の先端に長さ3 - 4 cmの総状花序を出し、多数の花を下向きにつける。萼筒は腺毛が散生する杯形で、先端は5裂し裂片は三角形となり先端は鋭くとがる。花冠は赤みを帯びた黄緑色で、長さ4 - 5 mmあり、鐘形で先端は浅く5裂し、先は鈍く反曲する。雄蕊は10本ある。果実は径7 - 8 mmになる球形の液果で、黒色に熟し食用になる。冬でも果軸がよく残る。
冬芽は卵形で赤褐色、芽鱗6 - 8枚に包まれている。枝先には仮頂芽がつき側芽よりもやや大きく、側芽は枝に互生する。葉痕は半円形で突き出し、維管束痕が1個つく。
- 花序（6月）
- 若い果実（7月）
- 樹皮は縦に裂ける。
- ナツハゼの紅葉と実

## 種の保全状況評価
日本では以下の都道府県で、レッドリストの指定を受けている。
- 絶滅危惧I類（CRまたはEN） - 鹿児島県
- 絶滅危惧II類（VU） - 神奈川県

## 利用及び栽培
果実は10月から11月にかけて熟し、ブルーベリーに似た黒褐色になる。甘酸っぱいため、生食のほか、ジャムや果実酒に加工できる。
観賞用にも栽培されている。挿し木は6月。夏は乾燥を防ぐためにやや日陰になる場所に置く。剪定は開花後に行う。
なお都道府県別の収穫量では福島県がシェアの100 %を占める。

## 下位分類
- ウラジロナツハゼ Vaccinium oldhamii Miq. f. glaucum (Koidz.) Hiyma - 葉の裏面が白色を帯びる品種